# Ancora Nomadi
Ancora Nomadi è il 13º album in studio della band italiana Nomadi, l'ultimo con la presenza di Chris Dennis e Paolo Lancellotti.

## Il disco
Per la realizzazione di questo album, i Nomadi ricorsero allo stesso espediente già usato in Sempre Nomadi: le tracce del lato A vennero registrate in studio, mentre nel lato B furono riproposti alcuni brani famosi in versione live.
Con Sempre Nomadi del 1981 e Solo Nomadi del 1990, questo disco crea una ideale trilogia.

## Tracce
1. Io canto perché (aspettando la giustizia) – 4:06 (testo: Romano Rossi e Fabrizio Varchetta – musica: Fabrizio Varchetta e Giuseppe Carletti)
2. Immagina un momento – 5:28 (testo: Romano Rossi e Fabrizio Varchetta – musica: Fabrizio Varchetta e Giuseppe Carletti)
3. L'uomo di Monaco – 3:45 (testo: Romano Rossi e Christopher Dennis – musica: Giuseppe Carletti)
4. Babilonia – 4:15 (Maurizio Bettelli)
5. Tu che farai – 3:16 (testo: Romano Rossi e Christopher Dennis – musica: Giuseppe Carletti)
6. Il seme – 3:54 (testo: Romano Rossi e Christopher Dennis – musica: Giuseppe Carletti)
7. 60 - 70 - 80 – 4:05 (testo: Romano Rossi e Christopher Dennis – musica: Giuseppe Carletti)
8. Un figlio dei fiori non pensa al domani – 2:58 (testo: Francesco Guccini – musica: Dave Davies) – dal vivo
9. Naracauli – 4:37 (Maurizio Bettelli) – dal vivo
10. Il paese – 3:50 (Gisberto Cortesi) – dal vivo
11. Stagioni – 4:28 (testo: Luigi Albertelli – musica: Elton John) – dal vivo
12. Segnali caotici – 3:38 (testo: Romano Rossi e Christopher Dennis – musica: Giuseppe Carletti) – dal vivo

## Formazione
- Augusto Daolio – voce
- Beppe Carletti – tastiere
- Chris Dennis – chitarra, violino
- Dante Pergreffi – basso
- Paolo Lancellotti – batteria